# Joseph Pinard
Joseph Pinard (né le 7 avril 1936 à Fontain dans le Doubs en Franche-Comté) est un historien français, et une personnalité politique PS, ancien député du Doubs, syndicaliste, militant catholique, professeur agrégé d'histoire et auteur spécialiste de nombreux ouvrages régionalistes d'histoire de la Franche-Comté.

## Biographie

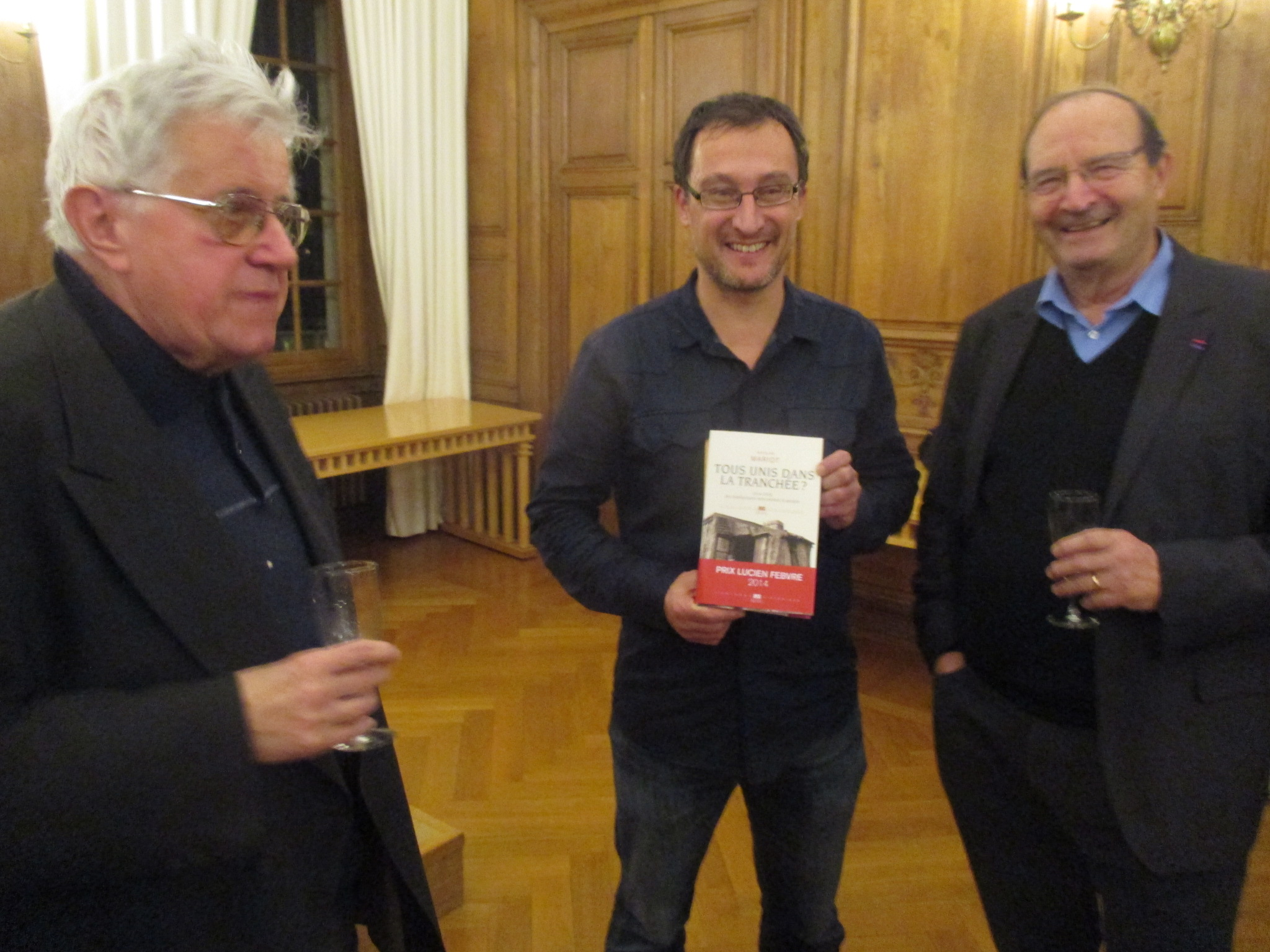
À gauche, lors de la remise du prix Lucien-Febvre 2014 à Nicolas Mariot (centre), aux côtés de l'historien Michel Vernus (à droite).

Après des études à l'École normale supérieure de Saint-Cloud, il est agrégé d'histoire. Professeur d'École normale de Besançon de 1959 à 1964, il est ensuite directeur d'études au centre de formation des professeurs de collèges de l'académie de Besançon (IUFM). 
Issu des mouvements d'Action catholique, il est membre de syndicat de salariés français SGEN-CFDT, et du PS. 
Il est élu conseiller général du Doubs du canton de Besançon-Nord-Est de 1973 à 2001, et conseiller municipal de Besançon de 1977 à 2001 (sous le mandat du maire de Besançon Robert Schwint), puis élu député du Doubs (PS) de 1981 à 1986 (élections législatives françaises de 1981, élections législatives franc-comtoises de 1981, liste des députés de la VIIe législature de la Cinquième République).
Il termine sa carrière au lycée Victor Hugo de Besançon, et est également auteur spécialiste de nombreux ouvrages d'histoire régionale de Franche-Comté. En 2020 Joseph Pinard soutien Eric Alauzet pour les élections municipales à Besançon.

## Publications
- Notes sur l'histoire du conseil général du Doubs (1870-1914)
- Le conseil général et le monde agricole (1870-1914)
- 1989 : Les Archives départementales du Doubs et l'enseignement, éditié par le CRDP
- 1990 : Racisme, antisémitisme, intégrisme dans le Doubs (1991-1939), édité par la Ville de Besançon
- 1997 : Antisémitisme en Franche-Comté, de l'affaire Dreyfus à nos jours, éditions Cêtre
- 2001 : Chapitres d'histoire de l'école en Franche-Comté, de Jules Ferry à la Ve République, éditions Cêtre
- 2002 : Du noir au rouge, dérives d'extrême droite, résistances et rechutes au XXe siècle dans le Doubs, éditions Cêtre
- 2003 : Rebelles et révolté(e)s, de la Belle Époque à la « grande Boucherie » en Franche-Comté, éditions Cêtre, (dont un chapitre à Lucien Bersot, soldat français de la Première Guerre mondiale).
- 2006 : Mémoires d'une famille comtoise, de la Chapelle des Buis à... Paris, éditions Cêtre
- 2007 : 50 Chroniques d'histoire comtoise, volume 1 : Vie quotidienne et événements, éditions Cêtre
- 2008 : 50 Chroniques d'histoire comtoise, volume 2 : Comtois, Comtoises célèbres ou méconnu(e)s, éditions Cêtre
- 2011 : Lucien Febvre, militant socialiste à Besançon (1907-1912), éditions Cêtre (Prix Louis-Pergaud 2012)
- 2013 : Quand la Franche-Comté faillit disparaître, le projet nazi d'expulsion en 1940[1], éditions Cêtre
- 2015 : 50 (et une) Nouvelles Chroniques d'histoire comtoise, volume 3 : « Un hymne vibrant à la Franche-Comté... », éditions Cêtre
- 2016 : Laïcité et Fraternité, éditions Cêtre
- 2019 : La Preuve par neuf, le parcours exemplaire de neuf élus francs-comtois, éditions Cêtre
- 2022 : Louis et Jean Minjoz - 70 ans d'action politique à Besançon, éditions Cêtre

## Activités
- Membre de l'association du livre et des auteurs comtois.
- Ancien président de l'association Folklore comtois[2] (avec l'abbé Jean Garneret).
- 2009 : Président fondateur de l'association des Amis du Monument de la Libération (sauvegarde de Notre-Dame de la Libération de la Chapelle des Buis).